# Taipa (material)

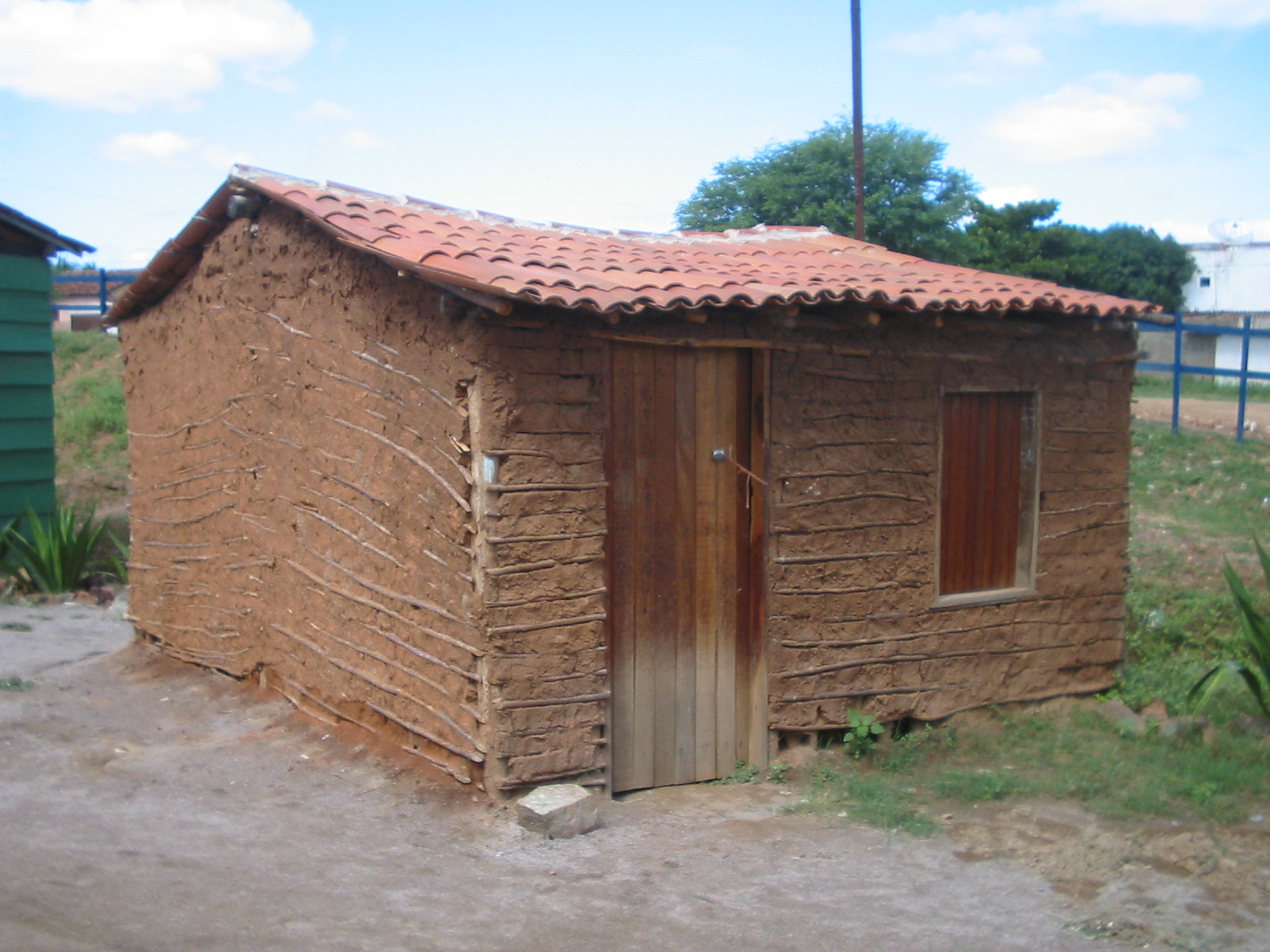
Modelo de uma casa de taipa de mão em evento junino na cidade de Serra Talhada (PE).

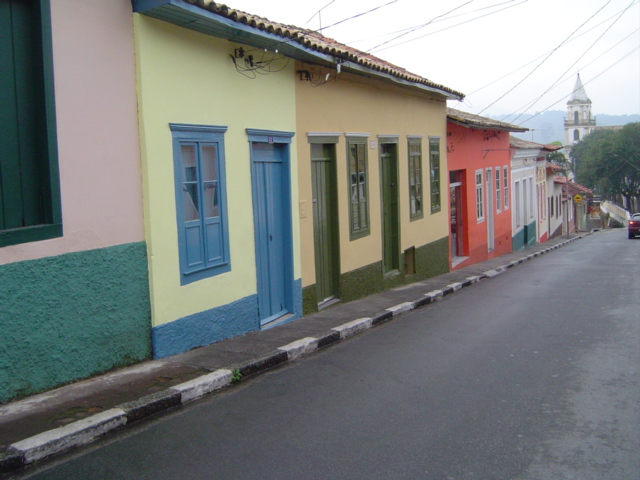
Casario em taipa de pilão, Centro Histórico de Santana de Parnaíba (SP).

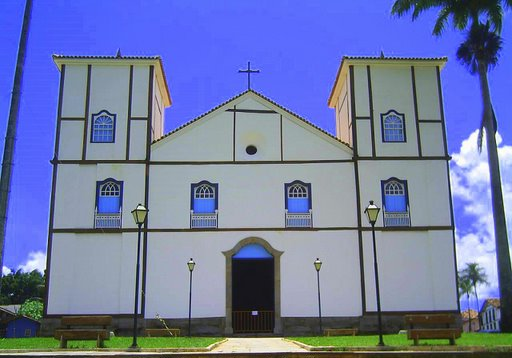
Igreja Matriz de Nossa Senhora do Rosário, em Pirenópolis (1728): em taipa de pilão, as suas paredes medem 1,5 metros de espessura.

A taipa é um material vernacular à base de argila (barro) e cascalho empregue com o objectivo de erguer uma parede.
Evidências do uso de taipa foram encontradas em sítios arqueológicos do Neolítico, como os do Crescente Fértil, que datam do 9º ao 7º milênio a.C., e das culturas Yangshao e de Longshan na China, que datam de 5.000 a.C.. Em 2000 a.C., as técnicas arquitetônicas de taipa (夯土 Hāng tǔ) eram comumente usadas para paredes e fundações na China.